# Landskrona kommunala flickskola
Landskrona kommunala flickskola var en sekundärskola i Landskrona, verksam under olika namn och former från 1871 till 1971.

## Historia
Skolan bildades 1871 som Elementarskolan för flickor i Landskrona och ombildades 1889 till Elementarläroverket för flickor i Landskrona som under olika namn verkade till 1929. År 1929 ombildades skolan till en flickskola som upphörde 1971. 

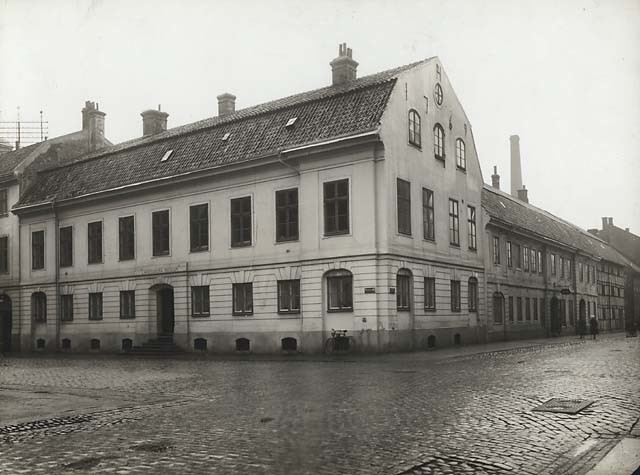
skolan före 1915.

Omkring 1915 fick skolan nya lokaler i kvarteret Jäntan. Tidigare fanns skolan vid Kungsgatan, se bild.
Selma Lagerlöf var lärare vid skolan 1889–1895. Hon hade även ett rum på vinden under en tid.